# Anschlag in Kapstadt 1998
Der Anschlag in Kapstadt 1998 war ein terroristischer Bombenanschlag auf ein Restaurant der Kette Planet Hollywood in Kapstadt am Abend des 25. August 1998, bei dem zwei Menschen starben.

## Tathergang
Am 25. August 1998 um 19:20 Uhr Ortszeit explodierte in einem Planet-Hollywood-Restaurant im Hafenviertel Victoria & Alfred Waterfront eine Rohrbombe. Die Explosion tötete eine Frau direkt, ein Mann verlor das Bewusstsein und starb später im Krankenhaus. 26 Personen wurden verletzt, wobei mehrere Personen Körperteile verloren, darunter eine achtjährige britische Touristin, die einen Fuß verlor.
Die terroristische Gruppe Muslims Against Global Oppression (Muslime gegen globale Unterdrückung), eine Zelle der ebenfalls muslimischen Bürgerwehr People Against Gangsterism and Drugs (PAGAD), bekannte sich später zu dem Anschlag. In einer Erklärung gaben sie an, sie hätten auf Grund US-amerikanischer Luftangriffe auf Ziele in Afghanistan und im Sudan im Rahmen der Operation Infinite Reach das Ziel ausgewählt. Die Luftangriffe, auf die sich die terroristische Gruppe bezog, wurden von Präsident Bill Clinton nach den Terroranschlägen auf die Botschaften der Vereinigten Staaten in Daressalam und Nairobi angeordnet. Die Gruppe soll für weitere  Terroranschläge in Kapstadt verantwortlich gewesen sein.
Die USA schickten FBI-Agenten, die die örtlichen Behörden bei ihren Untersuchungen unterstützten. Die Täter wurden jedoch nie ermittelt.